# Пиндски смесени гори
Пиндските смесени гори са екорегион в Югоизточна Европа, част от биома на Средиземноморските гори, редколесия и храстови биоми и биогеографската област Палеарктика.
Обхваща планинските области в югозападната част на Балканския полуостров от Пелопонес до Кукъс, на територията на Гърция, Албания, Северна Македония и Косово. Климатът е средиземноморски, с годишни валежи около 1200 mm, по-високи във високите части. В по-ниските части на областта преобладават смесени гори от дъб и габър, а в по-високите части – иглолистни от черен бор, гръцка ела и обикновена ела. Характерен е големият брой редки, ендемични и реликтни видове като черна мура, бяла мура, обикновен конски кестен. Характерни едри бозайници са кафявата мечка, вълкът, златистият чакал и балканският рис, а Преспанското езеро е известно с голямото разнообразие на гнездящи птици.